# 野奇齒麗魚
野奇齒麗魚，為輻鰭魚綱鱸形目隆頭魚亞目慈鯛科的其中一種，分布於非洲尚比亞Musende灣、Chituta灣流域，為特有種，體長可達16.4公分，棲息在開闊水域，生活習性不明，可做為觀賞魚。